# Barry & Glodean
Barry & Glodean is een muziekalbum uit 1981 van Barry White met zijn toenmalige vrouw Glodean James.

## Nummerlijst
1. Our Theme
2. I Want You
3. You're The Only One for Me
4. This Love
5. The Better Love Is (The Worse It Is When It's Over)
6. You
7. We Can't Let Go of Love
8. You Make My Live Easy Livin'
9. Didn't We Make It Happen Baby
10. Baby